# Glienick
Glienick è una frazione della città tedesca di Zossen, nel Land del Brandeburgo.

## Storia
Nel 2003 il comune di Glienick venne soppresso e aggregato alla città di Zossen.

## Geografia antropica
Appartiene alla frazione di Glienick la località di Werben.